# EndSerenading
EndSerenading (рус. Прощальная серенада) — второй студийный альбом американской эмо группы Mineral, выпущенный 25 августа 1998 года на лейбле Crank! A Record Company. Это последний альбом группы, после издания второй студийной работы группа распалась.

## Запись
Во время записи альбома напряжённость между участниками коллектива росла и, после того как запись подошла к концу, группа распалась. Крис Симпсон (вокал, гитара) и Джереми Гомез (бас-гитара) основали рок-группу The Gloria Record, а оставшиеся участники Mineral, Скотт Маккэрвер (гитара) и Гэбриел Уайли (барабаны) создали проект под названием Imbroco.

## Композиция и стиль
В альбоме заметно поменялось звучание; по сравнению с громким и местами напористым The Power of Failing, звучание в EndSerenading стало более мягким и тихим. 

## Нарушение авторских прав
В мае 2017 года группа Mineral обвинила рэпера Lil Peep'a в плагиате после того, как его песня «Hollywood Dreaming» содержала нелицензионный и некредитованный образец (семпл) песни «LoveLetterTypewriter» из альбома EndSerenading. Густав сказал, что он только пытался «показать какую-то любовь» с образцом .

## Список композиций
Все тексты написаны Крисом Симпсоном, вся музыка написана группой Mineral.
| №                   | Название               | Длительность |
| ------------------- | ---------------------- | ------------ |
| 1.                  | «Lovelettertypewriter» | 3:45         |
| 2.                  | «Palisade»             | 4:31         |
| 3.                  | «Gjs»                  | 4:46         |
| 4.                  | «Unfinished»           | 6:07         |
| 5.                  | «ForIvadell»           | 3:36         |
| 6.                  | «Wakingtowinter»       | 4:02         |
| 7.                  | «Aletter»              | 4:53         |
| 8.                  | «Soundslikesunday»     | 5:20         |
| 9.                  | «&serenading»          | 5:24         |
| 10.                 | «Thelastwordisrejoice» | 5:09         |
| Общая длительность: | Общая длительность:    | 47:33        |

## Участники записи
| Mineral - Крис Симпсон — вокал, гитара - Скотт Маккэрвер — гитара - Джереми Гомез — бас-гитара - Гэбриел Уайли — барабаны | Производственный персонал - Марк Тромбино — продюсер, микширование, аудиоинженер |